# MYSTIC BALLAD Part 2
MYSTIC BALLAD Part 2는 다비치가 2013년 3월 18일에 발표한 정규 2집 음반이다. 2013년 3월 4일 <거북이>가 선공개되었으며, 3월 18일에 <녹는 중>을 제외한 나머지 곡들이 공개되었다. <녹는 중>은 4월 1일 발매되었으며, CD는 4월 2일 발매되었다. 타이틀 곡이 이례적으로 세 곡이나 된다.

## 수록곡
1. 한 사람 얘기 (작사 김이나, 작곡 · 편곡 조영수)
2. 둘이서 한잔해 (작사 · 작곡 · 편곡 류재현)
3. 거북이 (작사 · 작곡 이단옆차기, 편곡 SEION)
4. 사랑한다고 말했지 (작사 · 작곡 · 편곡 안영민)
5. 맛 있어서 눈물이나 (작사 · 작곡 · 편곡 정석원)
6. 우리의 시간은 다르다 (작사 강민경, 작곡 · 편곡 이승환)
7. 녹는 중 (Feat. 버벌진트) (작사 · 작곡 · 편곡 버벌진트)
8. 잔소리 (작사 · 작곡 류재현, 편곡 최성일)
9. 용기내 헤어질래 (작사 · 작곡 · 편곡 강현민)
10. You Are My Everything (작사 이지원, 압구정 보안관, 작곡 · 편곡 압구정 보안관)
11. 둘이서 한잔해 (Inst.) (작곡 · 편곡 류재현)
12. 거북이 (Inst.) (작곡 이단옆차기, 편곡 SEION)

## 같이 보기
- MYSTIC BALLAD Part 1